# The Shay
The Shay é um estádio localizado em Halifax, na Inglaterra. É a casa do time de futebol F.C. Halifax Town e do time de rugby league Halifax Panthers. O estádio foi inaugurado em 1921 passando por reformas em 2008, e em 2013 recebeu um jogo da Copa do Mundo de Rugby League.